# Helicteulia
Helicteulia là một chi bướm đêm thuộc phân họ Tortricinae của họ Tortricidae.

## Các loài
- Helicteulia heos  Razowski, 1988